# Țibana
Ţibana es una comuna ubicada en el distrito de Iași, Rumania.

## Superficie
Cuenta con una superficie de 69,78 kilómetros cuadrados.

## Demografía
Hasta 2021 la población era de 6459 habitantes, con una densidad de población de 92,56 habitantes por kilómetro cuadrado.